# Ochagavia
Ochagavia is een geslacht uit de bromeliafamilie (Bromeliaceae).
The Plant List accepteert de volgende vier soorten:
- Ochagavia andina (Phil.) Zizka, Trumpler & Zöllner
- Ochagavia carnea (Beer) L.B.Sm. & Looser
- Ochagavia elegans Phil.
- Ochagavia litoralis (Phil.) Zizka, Trumpler & Zöllner